# 蟻鵙科
蟻鵙科（学名：Thamnophilidae）是鳥綱雀形目中的一科，包括蚁鵙、蚁鹩、蟻鳥等，分佈在亞熱帶及熱帶的中美洲及南美洲，由墨西哥至阿根廷。其下共有超過200個物種，包括各种蟻鵙，並與蟻鶇科、竄鳥、食蚊鳥科及灶鳥科有亲缘关系。
蟻鳥体型一般都较小，翼圓，有強壯的爪。体色大部份都是呈暗灰色、白色、褐色及赤色，在外形及顏色上表現出兩性異形。一些物種向敵人展示背部或肩膀上的白斑來警告對方。大部份蟻鵙科鸟类的喙都很坚硬结实，尖端呈鈎狀。
大部份蟻鳥物種都棲息在森林中，只有少數棲息在其他地方。昆蟲及其他節肢動物是其主要食物，牠們有時也會吃細小的無脊椎動物。大部份物種都是在森林下層及中層覓食，只有少數在冠層及地上覓食。很多物種都是混種覓食，少量是核心成員。約有18個物種專門於跟蹤兵蟻吃其他細小的無脊椎動物。
蟻鳥是一夫一妻制的，且會保護自己的地盤。牠們一般會生兩隻蛋，鳥巢懸掛在樹枝上，放在樹枝、樹樁或地上。雙親都會孵化及餵養雛雀。雛雀換羽後，雙親會各自照顧一隻雛雀。
現時38個物種因人類活動而受到威脅。蟻鳥並非獵人或寵物貿易的目標。主要的威脅是失去棲息地，令牠們的群落分化及增加被掠食的情況。

## 分類
蟻鵙科以往其實是一個亞科，即蟻鵙亞科，分類在蟻鶇科下。蟻鶇科以往被認為就是蟻鳥的科，而蟻鵙亞科盯是一般的蟻鳥。由於蟻鵙亞科在胸骨及鳴管的結構，以及在DNA-DNA雜交实验上显示出来的不同，牠們與蟻鶇科分開，自成一科。蟻鵙科屬於霸鶲亞目下的霸鶲下目，位於下目內較為基底的位置。蟻鵙科的姊妹分類相信是食蚊鳥。
蟻鵙科下有超過200個物種，一般稱為蟻鵙、蟻鷯、蟻綠鵑、紅眼蟻鳥、裸眼雀。雖然蟻鵙科的科學分類是基於19世紀中葉的研究，而當時就只有少於現時一半的物種，但在比較肌紅蛋白內含子2、甘油醛3-磷酸內含子11及粒線體DNA細胞色素bDNA序列後，大體確認這個分類。蟻鵙科下有兩個主要的分支：一是蟻鵙及其他喙較大的物種；二是傳統的蟻鷯及其他喙較幼長的物種。
蟻鵙科包含了幾個大型的屬，與及多個細小或單型的屬。當中有幾個的分類較難釐定，可能是一個未被確認的分支。
本科包括以下属：
- Akletos Dunajewski, 1948
- Ammonastes Bravo, Isler, ML & Brumfield, 2013
- Ampelornis M.L.Isler, Bravo & Brumfield, 2013
- Aprositornis M.L.Isler, Bravo & Brumfield, 2013
- Batara Lesson, 1831
- Biatas Cabanis & Heine, 1859
- 灰蚁鵙属 Cercomacra P.L.Sclater, 1858
- Cercomacroides Tello & Raposo, 2014
- 丛蚁鵙属 Clytoctantes Elliot, 1870
- Cymbilaimus G.R.Gray, 1840
- Dichrozona Ridgway, 1888
- 赤褐蚁鵙属 Drymophila Swainson, 1824
- Dysithamnus Cabanis, 1847
- Epinecrophylla M.L.Isler & Brumfield, 2006
- Euchrepomis Bravo, Remsen, Whitney & Brumfield, 2012
- 狭嘴蚁鹩属 Formicivora Swainson, 1824
- Frederickena Chubb, 1918
- 裸顶蚁鵙属 Gymnocichla P.L.Sclater, 1858
- Gymnopithys Bonaparte, 1857
- Hafferia M.L.Isler, Bravo & Brumfield, 2013
- 乌顶蚁鵙属 Herpsilochmus Cabanis, 1847
- Holocnemis Strickland, 1844
- Hylophylax Ridgway, 1909
- Hypocnemis Cabanis, 1847
- Hypocnemoides Bangs & T.E.Penard, 1918
- Hypoedaleus Cabanis & Heine, 1859
- Hypolophus Cabanis & Heine, 1860
- Hypsibamon
- Inundicola Bravo, Isler & Brumfield, 2013
- Isleria Bravo, Chesser & Brumfield, 2012
- Lakesphorus Chubb, 1918
- Mackenziaena Chubb, 1918
- Megastictus Ridgway, 1909
- Microrhopias P.L.Sclater, 1862
- Myrmeciza G.R.Gray, 1841
- Myrmelastes P.L.Sclater, 1858
- Myrmoborus Cabanis & Heine, 1859
- Myrmochanes Allen, 1889
- Myrmoderus Ridgway, 1909
  - Myrmoderus eowilsoni Moncrieff, Johnson, Lane, Beck, Angulo & Fagan, 2018[5]
- Myrmophylax Todd, 1927
- Myrmorchilus Ridgway, 1909
- Myrmornis Hermann, 1783
- Myrmotherula P.L.Sclater, 1858
- Neoctantes P.L.Sclater, 1869
- Oneillornis M.L.Isler, Bravo & Brumfield, 2014
- Percnostola Cabanis & Heine, 1859
- Phaenostictus Ridgway, 1909
- Phlegopsis Reichenbach, 1850
- Pithys Vieillot, 1818
- Poliocrania Bravo, Isler, ML & Brumfield, 2013
- Pygiptila P.L.Sclater, 1858
- Pyriglena Cabanis, 1847
- Radinopsyche Whitney, Bravo, Belmonte-Lopes, Bornschein, Pie & Brumfield, 2021
- Rafapicobia
- Rhegmatorhina Ridgway, 1888
- Rhopias Cabanis & Heine, 1859
- Rhopornis Richmond, 1902
- Sakesphoroides Grantsau, 2010
- Sakesphorus Chubb, 1918
- Schistocichla Todd, 1927
- Sciaphylax Bravo, Isler, ML & Brumfield, 2013
- Sclateria Oberholser, 1899
- Sipia Hellmayr, 1924
- Stymphalornis Bornschein, Reinert & Teixeira, 1995
- Taraba Lesson, 1831
- Terenura Cabanis & Heine, 1859
- Thamnistes P.L.Sclater & Salvin, 1860
- Thamnomanes Cabanis, 1847
- Thamnomanes Vieillot, 1816
- 蚁鵙属 Thamnophilus Vieillot, 1816
- Willisornis Agne & Pacheco, 2007
- Xenornis Chapman, 1924

## 形態

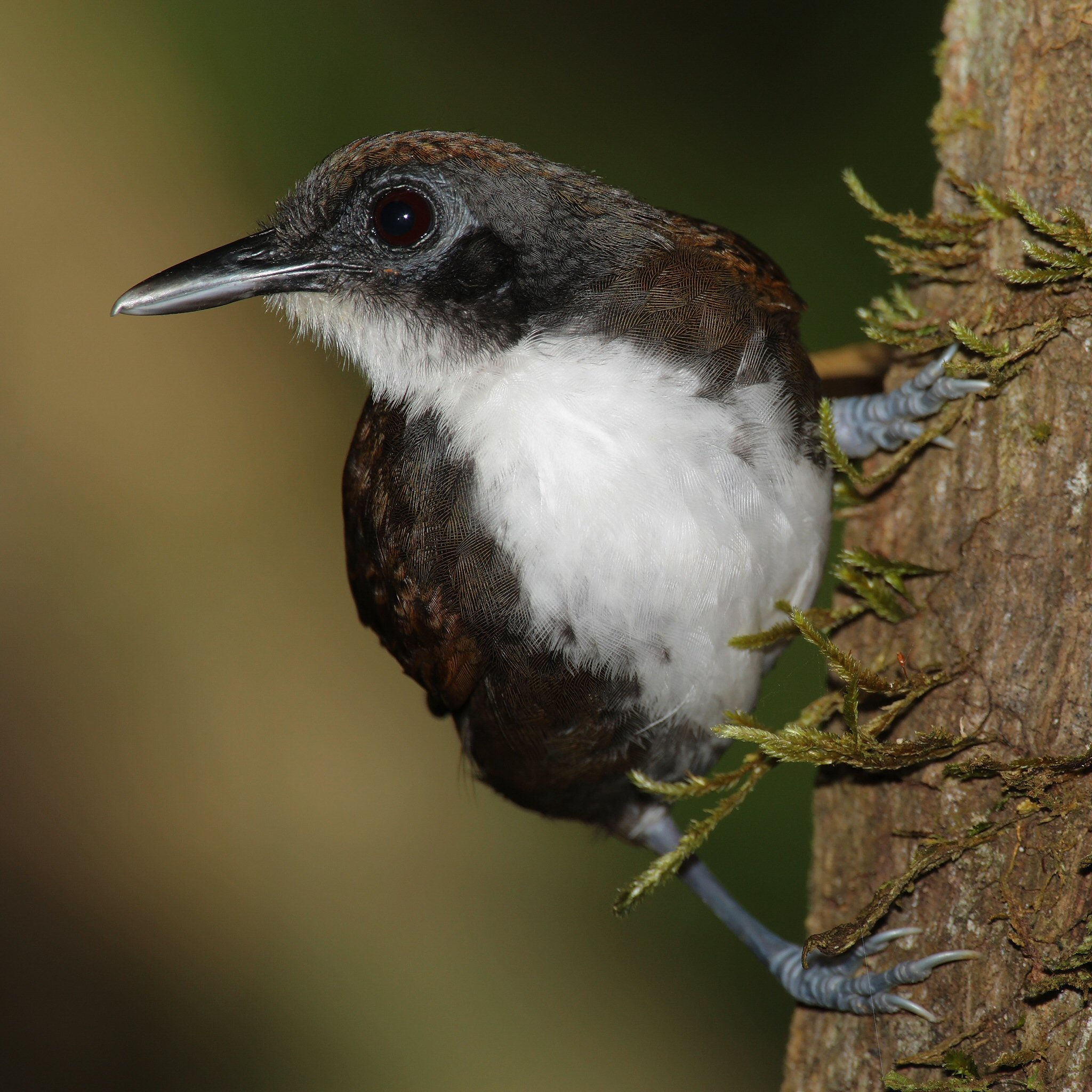
雙色蟻鳥的爪很強壯，可以抓住垂直的樹幹。其腳上的肌肉就已經佔了總體重的13%。

蟻鳥是一類細小中等大小的雀，最大的巨蟻鵙就長45厘米及重150克，最少的姬蟻鷯就長8厘米及重7克。一般而言，牠們的翼短而圓，可以在茂密的樹林中飛行。腳大及蛋壯，尤其是那些會跟蹤螞蟻的物種，可以抓住垂直的樹幹。這類蟻鳥的爪比其他的更為長，腳底亦較粗糙。蟻鳥的跗蹠骨長度與覓食策略有關。跗蹠骨較長的一般會在樹枝上站著捕食昆蟲，較短跗蹠骨的則會以翼來捕捉獵物。
大部份蟻鳥的喙都相對較大及重型。有幾屬蟻鵙的喙尖彎曲，而所有蟻鳥都有鋸齒狀的喙端，可以幫助抓住及咬開昆蟲。丘鳥的喙向上彎及像鑿子。
蟻鳥的羽毛柔軟，色彩並不鮮艷。大部份物種都是呈黑色、白色、赤色、栗色及褐色。羽毛可以是均一顏色或是有斑紋和斑點。牠們的兩性異形呈現在羽毛顏色及斑紋上。整體而言，雄雀多是灰色、黑色或白色組成的斑紋，而雌雀的則是淺黃、赤色及褐色。例如雄性的點翅蟻鷯主要是黑色的，而雌性的下身則是呈銹色的。在一些屬中，如Myrmotherula，雌雀羽毛可以用來分辨物種。很多蟻鳥的背上、肩膀或翼底都有明顯白色的斑紋，當受到威脅時，牠們就會展示這個斑紋來嚇退敵人。

### 發聲
蟻鳥的叫聲一般都是重複及簡單音符組成。霸鶲亞目的鳴管較為簡單。蟻鳥的歌聲很獨特，人耳也能夠分辨。蟻鳥以叫聲來溝通，尤其是在晚上的森林中。大部份物種最少有兩種叫聲，包括響亮歌聲及柔和歌聲。從歌聲的語境就可以得知其作用。側如一些響亮歌聲就與地盤有關，當有鳥類接近邊界時就會發出。鄰近地盤的蟻鳥會以歌聲受影響的程度來確定敵人的遠近。雄雀在保護地盤時會與另一雄雀對峙，而雌雀則會與雌雀對峙。雄雀和雌雀有可能會以響亮歌聲二重奏來維持關係。柔和歌聲的功用較為複雜，可能與維持關係有關。除了這兩類外，牠們也會罵潛在的掠食者。一些物種也會使用共同語言，如跟蹤螞蟻的叫聲提示。

## 分佈及棲息地

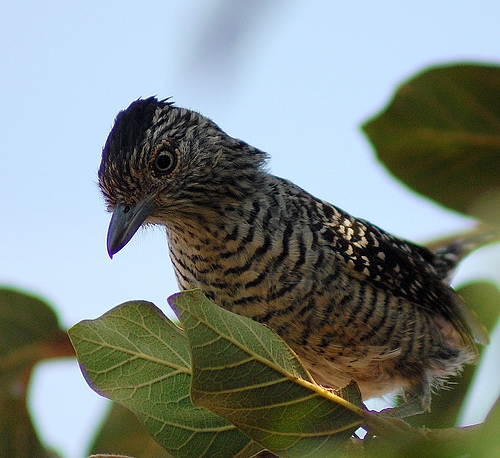
橫斑蟻鵙分佈在墨西哥至阿根廷。

蟻鳥的分佈地是新熱帶界，大部份都出沒於熱帶。只有少量物種擴展到墨西哥南部及阿根廷北部。一些物種，如橫斑蟻鵙，其分佈就橫跨了大部份南美洲及中美洲；其他如灰喉蟻鷯就只有很細小的分佈地。
蟻鳥主要棲息在潮濕的低地雨林。少量物種會棲息在高地，少於10%的物種會達至海拔2000米，差不多沒有物種會棲於高於海拔3000米的地方。棲於最高海拔的是在亞馬遜盆地，在巴西、哥倫比亞、玻利維亞及秘魯的單一位點就有多達45個物種。物種的數量隨分佈地的偏遠而減少，如墨西哥就只有7個物種。多樣性較低的地區可能存在局部的特有種，如委內瑞拉蟻鳥就只限於巴西、委內瑞拉及哥倫比亞的白砂土壤。一些物種會特別與某些微小生境有關，如竹蟻鵙就分佈在竹的環境。

## 行為
蟻鳥是日間活動的，但大部份都不願直接走到陽光下。牠們會進行蟻浴，即利用螞蟻或其他節肢動物來擦羽毛。傳統上認為這是一種方法來去除及控制羽毛上的寄生蟲，但也有指蟻鳥是以此來處理獵物身上難吃的物質。

### 覓食

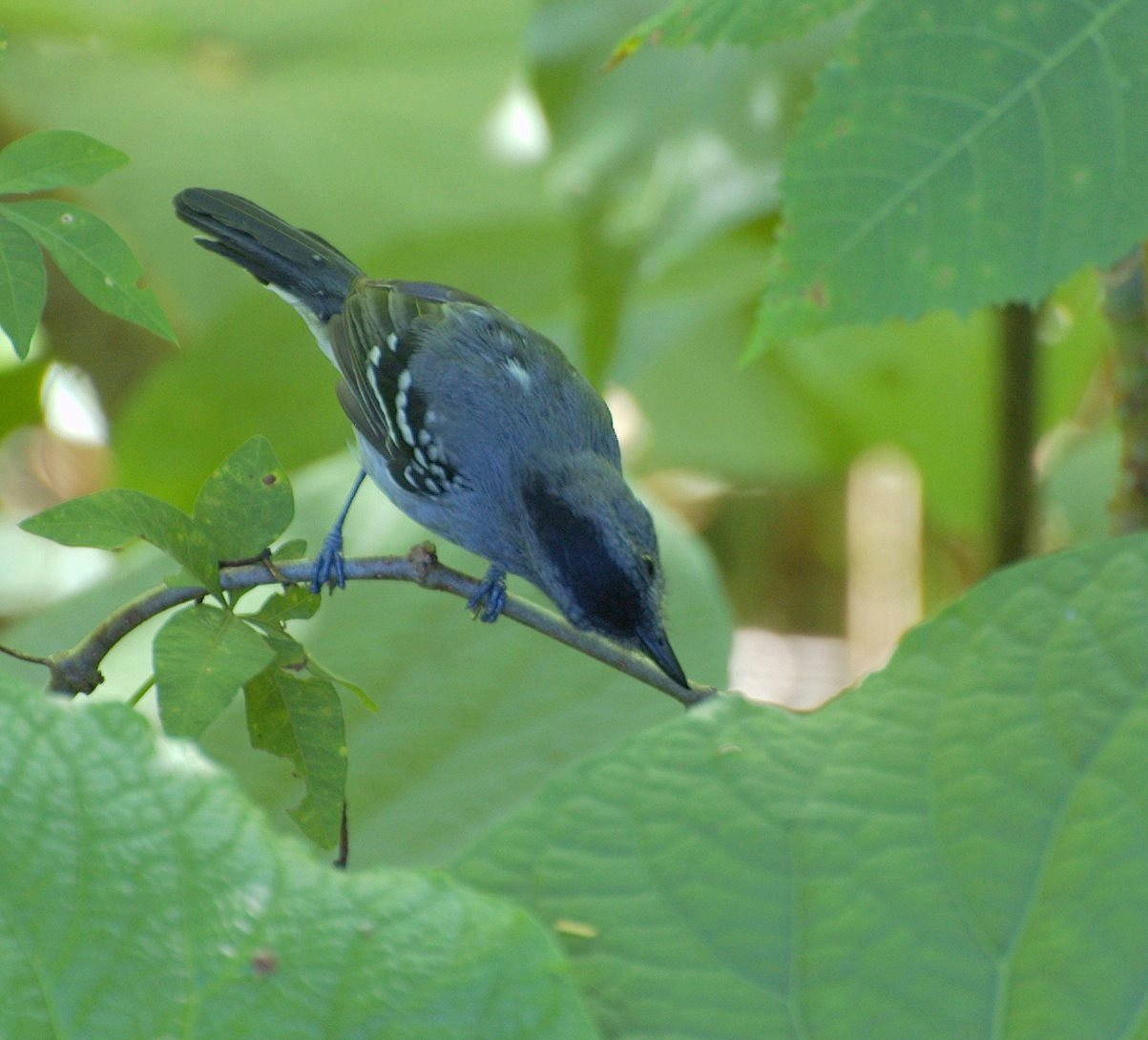
在葉子上收集昆蟲的雜色蟻鵙。

蟻鳥的主要食物為節肢動物。當中多數為昆蟲，包括草蜢及蟋蟀、蟑螂、螳螂、竹節蟲及蝴蝶和蛾的幼蟲。牠們也會吃蜘蛛、蝎子及蜈蚣。牠們可以快速吞下細小的獵物，也會在樹枝上處理較大型的獵物，去除其翅膀及刺。較大的物種甚至可以吃青蛙及蜥蜴，但這樣並非牠們的主流食物。牠們也會吃果實、蛋及蛞蝓。
蟻鳥會以多種方式捕捉獵物。由於大部傷蟻鳥都是棲於樹上，所以多是在森林下層及中層覓食，只有少數在冠層覓食。只有少數物種會在葉堆中覓食，例如翅斑蟻鳥會在茂密的葉堆中覓食。牠們不會用腳抓擦葉子，而是用喙將葉子翻轉。一些蟻鳥會站在樹枝上注視獵物，並迅速向前捕捉獵物；其他的則會以翼來捕捉獵物。不論是哪一個方法，牠們都會在葉間或下層跳來跳去尋找獵物。暫停的時間各異，不過較細小的物種則傾向較為活躍，暫停的時間較短。

#### 多種合群

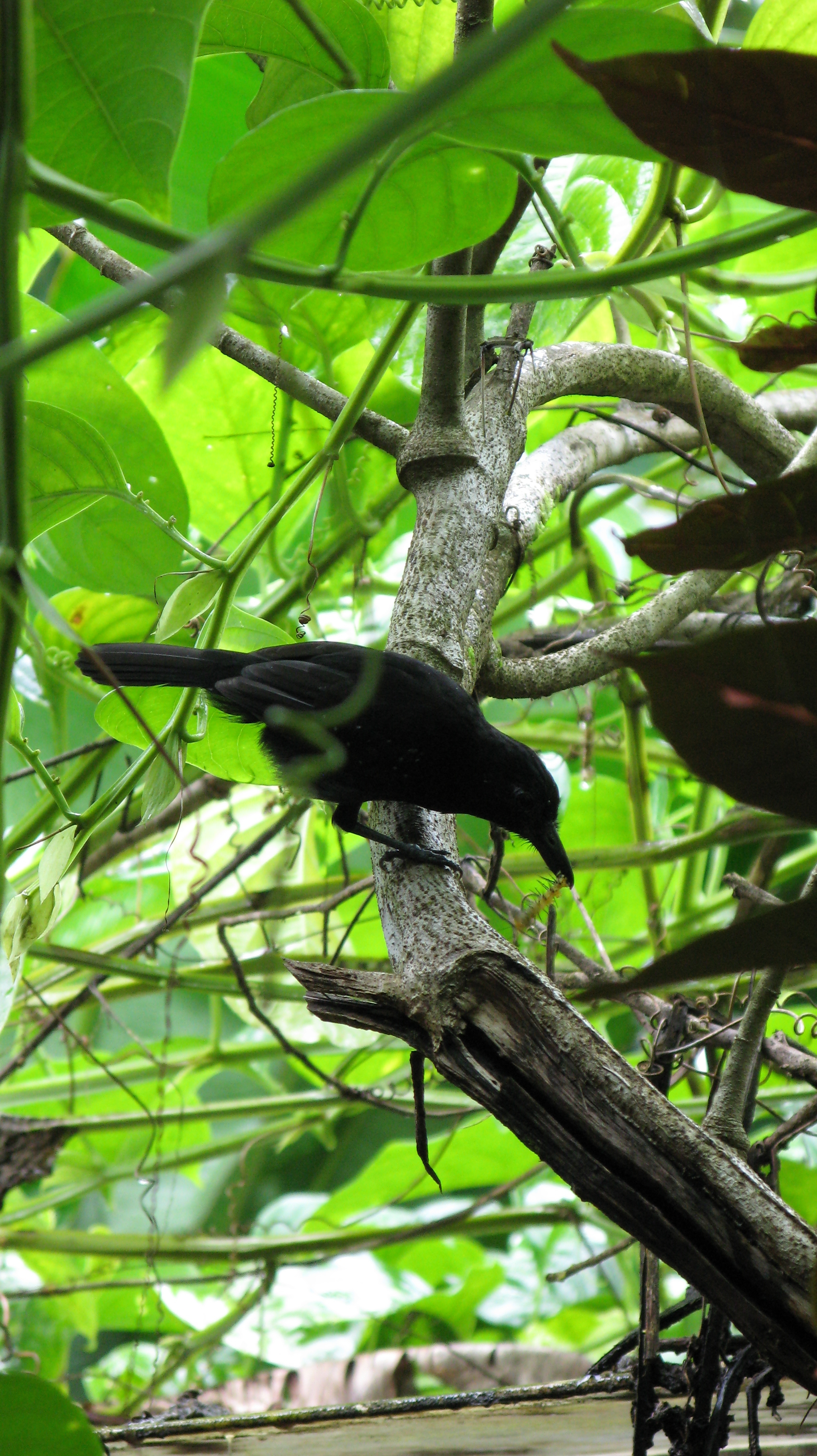
正在吃毛蟲的雄性黑頭蟻鵙。

大部份蟻鳥都是以多種合群來覓食的，涉及分佈地內高百分比的物種。當中一些是核心成員，牠們會與其他物種的核心成員分享地盤，但同種的則會被排除在外。核心成員會發出響亮及特有的叫聲，其顯而易見的羽毛也可以吸引及召集合群。合群的組織會就地理而有所不同：例如在亞馬遜盆地，Thamnomanes會是領導的核心物種；而在其他地方，斑翅蟻鷯及格喉蟻鷯會是核心成員。合群的其他成員包括其他的蟻鳥、砍林鳥、灶巢鳥及捕蠅鳥等。多種合群的好處是可以降低被猛禽掠食的機會。Thamnomanes會在所領導的合群中發出響亮的警報聲，其他成員就會作出相應行動。Thamnomanes會作為執拾者，其他的成員則為驅獵者。在合群中，由於成員間不同的生態位，故競爭較少。

#### 跟蹤蟻群

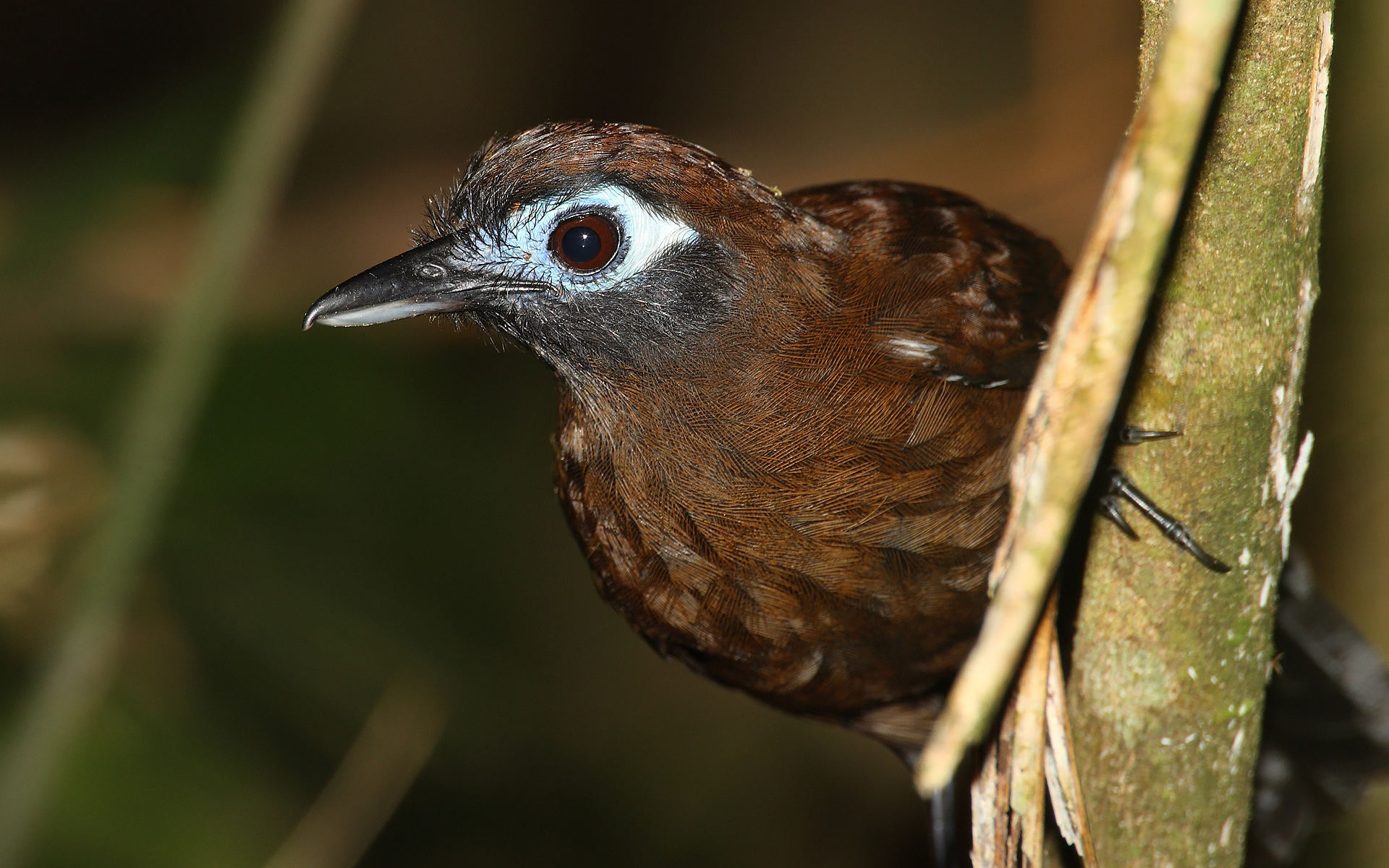
純色蟻鳥經常到訪兵蟻群覓食。

兵蟻群是一些蟻鳥的主要食物。大部份熱帶的螞蟻都會組成大群，但蟻群很多都是夜間或在地底下活動的。新熱帶界的行軍蟻是最多鳥類光顧的物種，因它們是日間及在地面活動的。以往認為光顧的鳥類是來吃蟻的，但研究發現多處地方的行軍蟻其實是驅獵者，將昆蟲或其他節肢動物及細小的脊椎動物帶到等候的蟻鳥處。點斑蟻鳥在離開蟻群的地方覓食，就需111.8秒才找到食物；但在蟻群留守時，每32.3秒就可以找到。有18種蟻鳥就是跟蹤蟻群來覓食的，每天早上都會檢查兵蟻的巢。這些物種會先到達蟻群的巢，再呼叫其他物種到來。
由於兵蟻的行動不能預測，蟻鳥很難去組織一個包含蟻群的地盤。牠們的地盤只是用來繁殖的，牠們會走到地盤以外的地方覓食。同一蟻群可能會有多對同種的蟻鳥在覓食，並以蟻群所在的地盤擁有者來領導。除了同種之間的競爭外，不同物種之間也存在競爭，多以較大型的物種領導。眼斑蟻雀是跟蹤蟻群中體型最大的。體型較大的會進佔蟻群的正前方，獲取最多的獵物。較細小的則位於較後或較高的地方，獵物也較少。

### 繁殖
蟻鳥是一夫一妻制的。例外的是白羽蟻鳥，會經常出現分開的情況。大部份物種都會建立自己的地盤，大小由馬努蟻鳥的0.5公頃至眼斑蟻雀的1500公頃不等。眼斑蟻雀的社群系統特別不同，繁殖對會成為核心，與雄性的子孫及其伴侶組成群族。這個群族的成員數量可達8隻，會聯合起來保護地盤。雄雀會帶食物到雌雀前示愛。雄性眼斑蟻雀會經常餵食雌雀，直至牠停止自行覓食。另一種示愛方式是互相梳理羽毛。

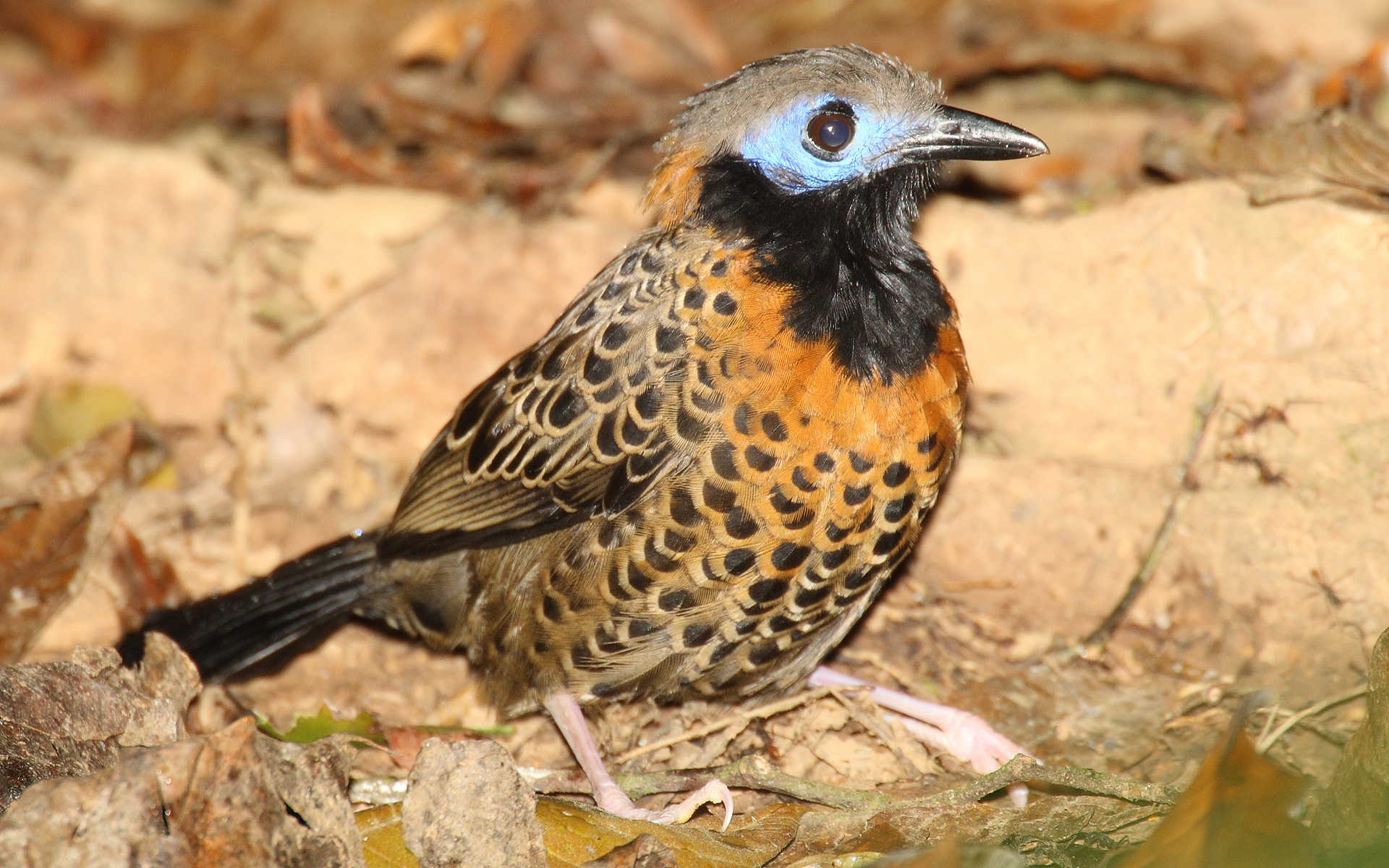
眼斑蟻雀會與其子孫組成群族。

對於蟻鳥築巢及繁殖所知不詳，就算是著名的物種，其繁殖行為也都不詳。鳥巢是由雙親一同建築的，某些物種的雄雀似乎會負責較多的工作。巢是以樹枝、枯葉及植物纖維等製成，可以是懸掛或支撐的。巢可以是懸掛在樹枝的叉位或兩根樹枝間，又可以是支撐在樹枝、蔓藤上，放在樹洞內或地上。巢都是築在覓食的水平，即中層的蟻鳥會在中層築巢。近親會以相似的手法築巢，例如Dysithamnus的巢都是懸掛的。

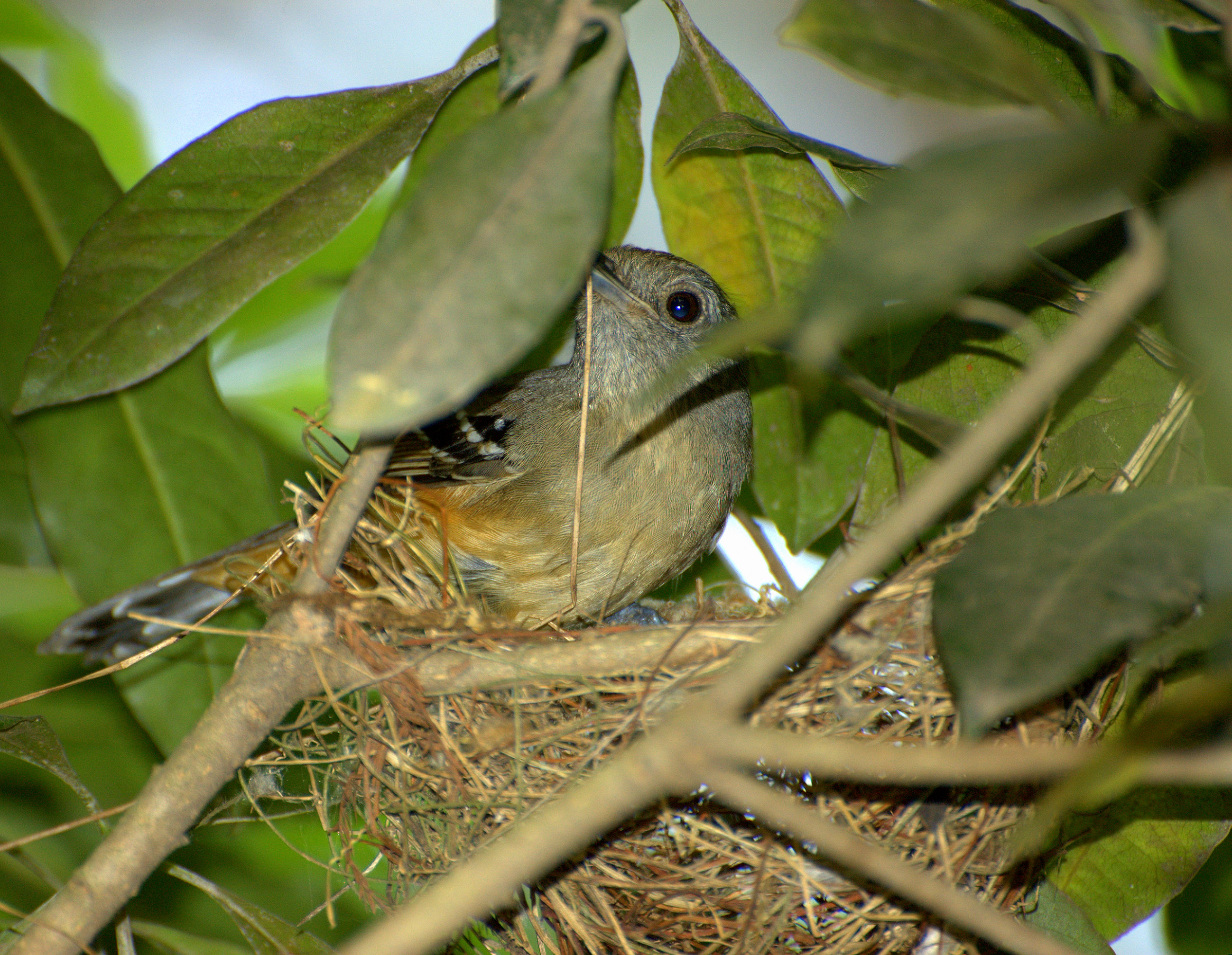
正在築巢的雌性雜色蟻鵙。

差不多所有蟻鳥每次都是生兩隻蛋的。只有少數會生三隻，生一隻的更少。雙親也會進行孵化，只有雌雀會在夜間孵化。孵化期為14-16日，最長的如烏暗蟻鳥可達20日。雛雀出生時沒有羽毛及看不見東西，要由雙親照顧。雙親會一同孵雛雀，直至牠們能調節體溫。蟻鳥雙親會像其他鳴禽般在巢內建築糞便囊。雙親也會餵養雛雀。8-15日大的雛雀就到達換羽的年齡，雙親會呼叫及照顧雛雀離開鳥巢。當第一隻雛雀離開鳥巢後，留下來的父親或母親就會增加食物的份量予餘下的雛雀，以加速其生長率。換羽後，雛雀頭幾日都會匿藏，由雙親供應食物。一般要到兩個月大雛雀才可以獨立，有些甚至要達4個月時間。

## 生態
蟻鳥是猛禽的獵物，所以牠們傾向於聚集為群來躲避掠食。一些物種（如白胄蟻鳥）會被圓耳蝠所掠食，而這些物種卻會掠食另一些蟻鳥（如鱗斑蟻鳥）。蟻鳥鳥巢，連同在內正在孵化的成鳥、雛鳥及鳥蛋，都是掠食者（如蛇及夜行動物等）的攻擊對象。很多物種因而很難成功築巢。
有指蟻鳥與行軍蟻是共生的，但是研究發現行軍蟻在沒有蟻鳥的環境下，覓食率可以增加30%，故牠們之間的關係實際是寄生的。行軍蟻為了避開蟻鳥的偷竊寄生，往往會將獵物收藏，故會減慢群落的發展。蟻鳥本身也有三種蝶跟蹤牠們，吃其鳥糞。

## 保育狀況

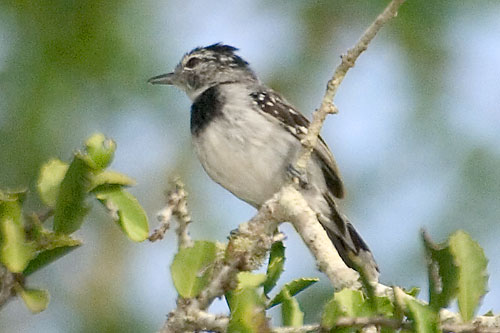
飾胸蟻鷯被世界自然保護聯盟列為處於易危狀況。

由2008年4月起，世界自然保護聯盟將38種蟻鳥列為處於近危或更差的狀況。蟻鳥並非寵物貿易或獵殺的目標，衰落的主因是失去棲息地。森林的破壞對多種蟻鳥造成不同的影響。森林的分裂令一些物種不能組織多種合群來覓食，令局部滅絕的機會大增，要重新再引入到原有地方並不可能。分裂的棲息地亦令牠們被掠食的機會大增，在巴洛科羅拉多島的實驗發現大量蟻鳥物種被掠食滅絕。大部份瀕危物種的天然分佈地都很細小。

## 外部連結
- Internet Bird Collection （页面存档备份，存于）
- Xeno-Canto: 蟻鳥叫聲